# Marco Trungelliti
Marco Trungelliti (* 31. Januar 1990 in Santiago del Estero) ist ein argentinischer Tennisspieler.

## Karriere
Marco Trungelliti spielt hauptsächlich auf der ATP Challenger Tour und der ITF Future Tour.
Er konnte bislang neun Einzel- und drei Doppelsiege auf der ITF Future Tour feiern. Auf der ATP Challenger Tour gewann er bis jetzt drei Doppelturniere. Zum 26. November 2012 durchbrach er erstmals die Top 200 der Weltrangliste im Einzel und seine höchste Platzierung war ein 126. Rang im Juli 2016. Seinen ersten Einzelerfolg auf der Challenger Tour konnte er im April 2018 in Barletta feiern. Als Qualifikant schaffte er ohne Satzverlust den Sprung ins Finale, in dem er den Lokalmatadoren Simone Bolelli in drei Sätzen bezwingen konnte.
Nachdem er in der dritten Qualifikationsrunde der French Open 2018 an dem Polen Hubert Hurkacz gescheitert war, wollte Trungelliti eigentlich zurück zu seinem Wohnsitz in Barcelona fahren. Als aber bereits sieben Spieler als Lucky Loser ins Hauptfeld nachgerückt waren und sich dann der verletzte Nick Kyrgios abmeldete, wurde noch ein Platz frei. Zunächst stand der Inder Prajnesh Gunneswaran auf der Liste, der aber aufgrund einer Meldung beim Challengerturnier in Vicenza nicht nachrücken konnte, weshalb Trungelliti nachnominiert wurde. Nach einer zehnstündigen Autofahrt mit seinem Bruder Andre, seiner Mutter Susi und der 88-jährigen Großmutter Lela erreichten sie Paris. Über Twitter sendete er Videos und Fotos von der langen Autofahrt. Nach seinem Sieg in der ersten Runde gegen den Australier Bernard Tomic unterlag er in der folgenden Runde Marco Cecchinato.

## Erfolge
| Legende (Anzahl der Siege)  |
| Grand Slam                  |
| ATP World Tour Finals       |
| ATP World Tour Masters 1000 |
| ATP World Tour 500          |
| ATP World Tour 250          |
| ATP Challenger Tour (7)     |

### Einzel

#### Turniersiege
| Nr. | Datum              | Turnier  | Belag | Finalgegner    | Ergebnis       |
| --- | ------------------ | -------- | ----- | -------------- | -------------- |
| 1.  | 15. April 2018     | Barletta | Sand  | Simone Bolelli | 2:6, 7:64, 6:4 |
| 2.  | 29. September 2019 | Florenz  | Sand  | Pedro Sousa    | 6:2, 6:3       |
| 3.  | 10. März 2024      | Kigali   | Sand  | Clément Tabur  | 6:4, 6:2       |
| 4.  | 15. Juni 2025      | Lyon     | Sand  | Daniel Mérida  | 6:3, 4:6, 6:3  |

### Doppel

#### Turniersiege
| Nr. | Datum          | Turnier | Belag | Partner        | Finalgegner                        | Ergebnis |
| --- | -------------- | ------- | ----- | -------------- | ---------------------------------- | -------- |
| 1.  | 22. April 2012 | Santos  | Sand  | Andrés Molteni | Rogério Dutra da Silva Júlio Silva | 6:4, 6:3 |
| 2.  | 22. Juli 2012  | Bercuit | Sand  | André Ghem     | Facundo Bagnis Pablo Galdón        | 6:1, 6:2 |
| 3.  | 2. März 2013   | Salinas | Sand  | Sergio Galdós  | Jean Andersen Izak van der Merwe   | 6:4, 6:4 |

## Abschneiden bei Grand-Slam-Turnieren

### Einzel
| Turnier         | 2012 | 2013 | 2014 | 2015 | 2016 | 2017 | 2018 | 2019 | 2020 | 2021 | 2022 | 2023 | 2024 | 2025 | Karriere |
| --------------- | ---- | ---- | ---- | ---- | ---- | ---- | ---- | ---- | ---- | ---- | ---- | ---- | ---- | ---- | -------- |
| Australian Open | —    | —    | —    | Q1   | 2    | Q3   | Q1   | Q3   | 1    | Q1   | 1    | Q3   | Q1   | Q1   | 2        |
| French Open     | Q1   | Q1   | —    | Q3   | 2    | 2    | 2    | Q1   | Q1   | Q3   | Q3   | —    | Q2   | Q1   | 2        |
| Wimbledon       | Q2   | Q1   | —    | —    | Q1   | Q1   | Q1   | Q1   |      | 1    | —    | Q1   | Q2   | Q2   | 1        |
| US Open         | Q2   | —    | —    | —    | Q1   | Q2   | Q3   | 1    | —    | 2    | Q1   | Q1   | Q2   |      | 2        |

Zeichenerklärung: S = Turniersieg; F, HF, VF, AF = Einzug ins Finale / Halbfinale / Viertelfinale / Achtelfinale; 1, 2, 3 = Ausscheiden in der 1. / 2. / 3. Hauptrunde; Q1, Q2, Q3 = Ausscheiden in der 1. / 2. / 3. Qualifikationsrunde; nicht ausgetragen